# Karl Alexander von Thurn und Taxis

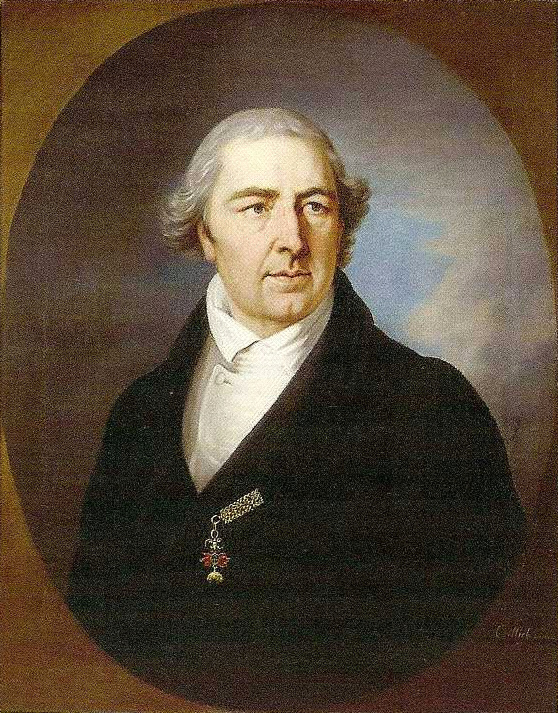
Karl Alexander von Thurn und Taxis, zeitgenössisches Gemälde

Karl Alexander von Thurn und Taxis (* 22. Februar 1770 in Regensburg; † 15. Juli 1827 auf Schloss Taxis bei Dischingen) war der fünfte Fürst von Thurn und Taxis. Er war Sohn von Karl Anselm von Thurn und Taxis und Auguste von Württemberg. Mit dem Tod seines Vaters wurde er am 13. November 1805 nominell Generalerbpostmeister der Kaiserlichen Reichspost, die mit der Niederlegung der Kaiserkrone des Heiligen Römischen Reiches durch Franz II. ihr offizielles Ende nahm. Anschließend betrieb Karl Alexander ein zunächst auf Lehnsbasis beruhendes privates Postunternehmen, die Thurn-und-Taxis-Post.
Mit dem Tod des Vaters erhielt er auch die an die Reichserbgeneralpostmeisterwürde geknüpfte Virilstimme im Reichsfürstenrat. Auch wurde er damit gefürsteter Graf zu Friedberg-Scheer und Fürst des Reichsfürstentum Buchau mit der daran geknüpften zweiten Virilstimme im Reichsfürstenrat. 1808 wurde er Kronoberstpostmeister in Bayern, 1818 erbliches Mitglied der Kammer der Reichsräte in Bayern, 1819 preußischer Fürst von Krotoszyn sowie erbliches Mitglied der Ersten Kammer in Württemberg und erhielt 1823 das böhmische Inkolat im Herrenstand.

## Leben

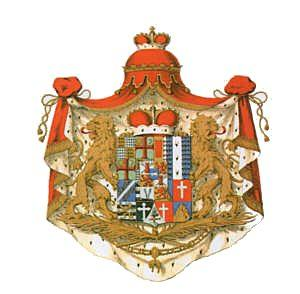
Wappen des Fürstenhauses von Thurn und Taxis

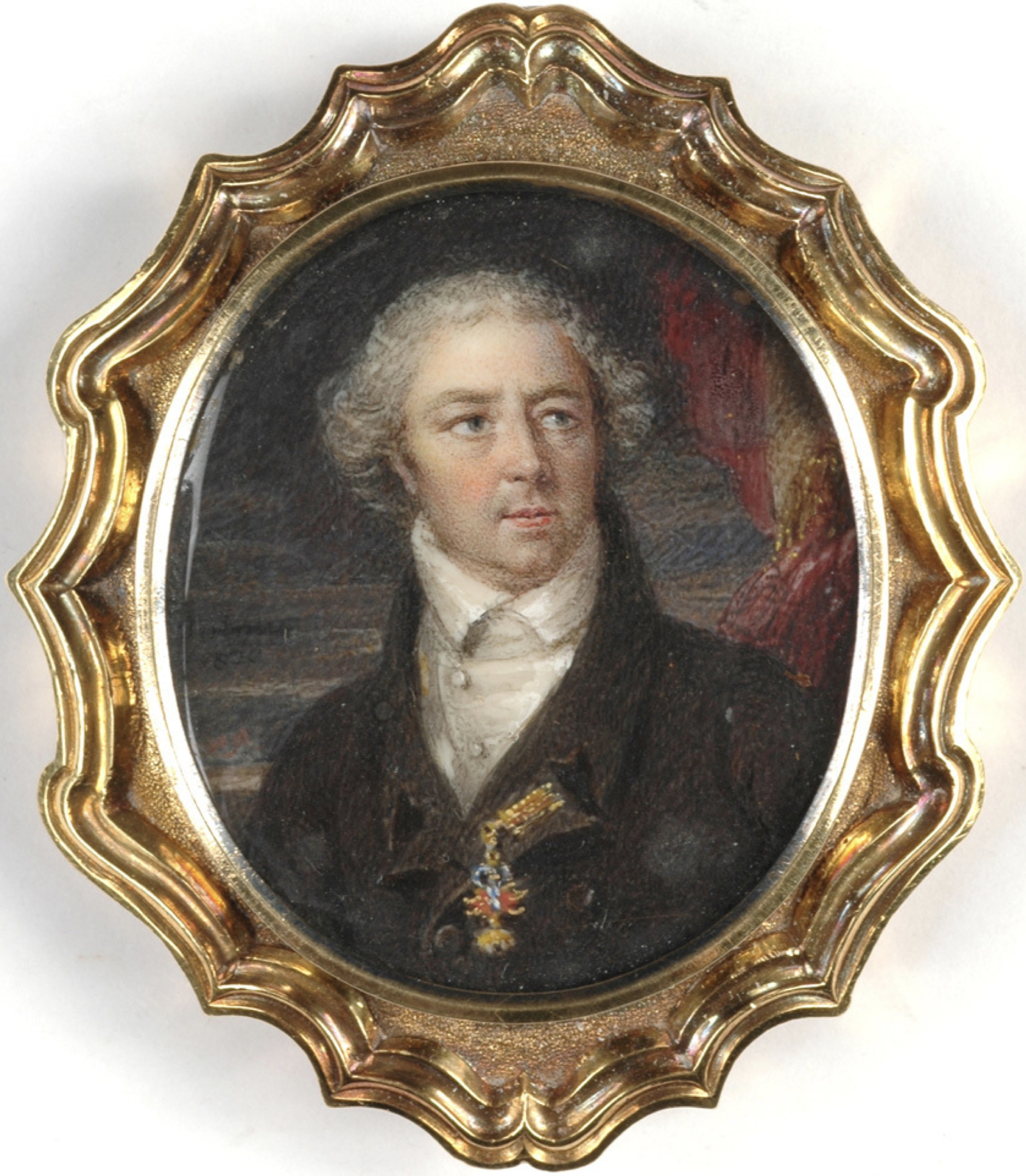
Carl Hummel, Porträt des Fürsten Karl Alexander von Thurn und Taxis, 1809, Aquarell und Gouache auf Elfenbein

Nach einem Studium an den Universitäten Straßburg, Würzburg und Mainz und einer anschließenden Europareise heiratete er am 25. Mai 1789 in Neustrelitz Therese Mathilde von Mecklenburg-Strelitz, Tochter des Erbprinzen Herzog Karls (II.) zu Mecklenburg [-Strelitz] und Friederike von Hessen-Darmstadt. Im Jahre 1797 wurde er als Nachfolger seines kränkelnden Vaters Prinzipalkommissar beim Immerwährenden Reichstag zu Regensburg. Er betätigte sich auch bei der von den Thurn und Taxis betriebenen Kaiserlichen Reichspost und erlebte den Niedergang mit den allmählichen Gebietsverlusten durch die Revolutionskriege und Napoleons Eroberungen mit.

## Weiterbetrieb der Post
Nach dem Ende des Heiligen Römischen Reiches konnte ein Teil der Kaiserlichen Reichspost unter Karl Alexander als Privatunternehmen überleben. So leitete er seit dem Jahre 1806 ein Postunternehmen, die Thurn-und-Taxis-Post, zunächst als Lehen einiger Rheinbund-Mitglieder wie Baden, Bayern und Württemberg. Bayern sprang allerdings schon zwei Jahre später ab und verstaatlichte das Postwesen.

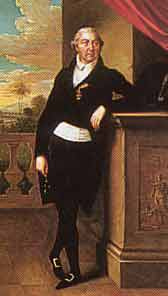
François Gérard: Karl Alexander von Thurn und Taxis, Öl auf Leinwand, um 1810

Nach dem Wiener Kongress wandten sich mehrere kleinere Territorien an Fürst Karl Alexander, dass er für sie die Postbeförderung organisierte. So übernahm er das hessische und thüringische Postwesen, die freien Hansestädte Bremen, Hamburg und Lübeck, sowie Schaffhausen. Ab 1820 begann das Unternehmen wieder zu prosperieren, sodass er an Zukäufe von Landbesitz denken konnte.

## Erwerb neuen Landbesitzes
Nach der Rheinbund-Acte, die zwischen Napoleon und den im Rheinbund zusammengeschlossenen Fürsten vereinbart worden war, hatte das 1803 entstandene Reichsfürstentum Buchau (die 1786 von seinem Vater erworbene und zum Fürstentum aufgewertete schwäbische Grafschaft Friedberg-Scheer, die durch säkularisierte Gebiete erweitert worden war) im Jahre 1806 die Selbständigkeit verloren und wurde mediatisiert. Seitdem waren die Fürsten von Thurn und Taxis und damit auch Karl Alexander je nach Gebiet Untertanen des Königs von Württemberg oder des Fürsten von Hohenzollern-Sigmaringen.
Während des Wiener Kongresses wurden die Besitzverhältnisse neu geregelt. Nicht zuletzt dank der erfolgreichen Verhandlungen seiner Ehefrau, der Fürstin Therese, erhielt das Haus Thurn und Taxis nach Artikel 17 der Deutschen Bundesakte den Besitz und Nießbrauch der ehemaligen Postanstalten zurück, sofern nicht durch die Landesherren eine Entschädigung gezahlt wurde. Daneben erhielten die Thurn und Taxis auch die zur Reichsabtei St. Emmeram in Regensburg gehörigen Territorien und erwarben zusätzlich vom neuen Königreich Bayern auch Grundstücke aus dem Besitz des ehemaligen Fürstprimas Dalberg, östlich von Kloster St. Emmeran im südlichen Vorfeld der damals noch vorhandenen Regensburger Stadtmauer. Auf diesen Grundstücken hatte die botanische Gesellschaft bis 1809 einen Garten betrieben und der Graf von Sternberg hatte dort ein Gartenpalais errichten lassen, das nun 1813 im ruinierten Zustand in den Besitz des Hauses Thurn und Taxis kam. Diese Grundstücke und das zur Nutzung für seine Ehefrau Therese renovierte Gartenpalais Theresens Ruh bildeten den Grundstock zur Entstehung des heutigen Schlossparks Thurn und Taxis.
Nach der Mediatisierung galten die Thurn und Taxis als Standesherren, durften sich aber weiterhin Fürsten nennen. Als Ausgleich für die an Preußen verlorenen Postanstalten erhielt Karl Alexander als Familienoberhaupt der Thurn und Taxis im Jahre 1819 die zu Preußen gehörende polnischsprachige Herrschaft Krotoszyn im Großherzogtum Posen samt dem Titel Fürst von Krotoszyn. Im Jahre 1822/23 kaufte er von Philipp Graf Kinsky unter anderem die Herrschaften Richenburg und Chraustowitz in Böhmen dazu.

## Freimaurerei
Er war der zweite Großmeister der Freimaurer-Mutterloge Die Wachsende zu den drei Schlüsseln, die 1805 ihm zu Ehren in Carl zu den drei Schlüsseln umbenannt wurde. 1806 wurde er vom englischen Großmeister zum Provinzial-Großmeister von Bayern ernannt. Bekannt wurde er vor allem dadurch, dass er Diener und Lakaien als vollwertige Mitglieder in die Loge aufnahm, was zu dieser Zeit noch unüblich war. Als Regensburg 1810 an Bayern fiel, ging die Großloge wegen dort geltender Anti-Freimaurer-Gesetze ein.

## Nachkommen
Aus seiner Ehe mit Therese zu Mecklenburg hatte er folgende Kinder:
- Charlotte Luise (* 24. März 1790; † 22. Oktober 1790)
- Georg Karl (* 26. März 1792; † 20. Januar 1795)
- Maria Theresia (* 6. Juli 1794; † 18. August 1874) ⚭ 18. Juni 1812 Paul III. Anton Esterházy de Galantha
- Luise Friederike (* 29. August 1798; † 1. Dezember 1798)
- Maria Sophia Dorothea (* 4. März 1800; † 20. Dezember 1870) ⚭ 17. April 1827 Paul Wilhelm Herzog von Württemberg, geschieden am 2. Mai 1835
- Maximilian Karl (* 3. November 1802; † 10. November 1871)

1. ⚭ 24. August 1828 Wilhelmine Caroline Christiane Henriette von Dörnberg
2. ⚭ 24. Januar 1839 Mathilde Sophie Prinzessin zu Oettingen-Oettingen
- Friedrich Wilhelm (* 29. Januar 1805; † 7. September 1825) unverheiratet